# Кер Голер, Джон Белленден
Джон Белленден Кер Голер (англ. John Bellenden Ker Gawler; 1764[…], Андовер, Гэмпшир — 1842[…], Андовер, Гэмпшир) — английский ботаник.

## Биография
Джон Белленден Кер Голер родился в городе Эндовер в 1764 году.
Он описал множество видов семенных растений. В 1837 году Джон Белленден Кер Голер опубликовал работу «Archaeology of Popular Phrases and Nursery Rhymes». Второй том этой работы был опубликован в 1840 году.
Джон Белленден Кер Голер умер в городе Эндовер в июне 1842 года.

## Научная деятельность
Джон Белленден Кер Голер специализировался на семенных растениях.

## Публикации
- Recensio Plantarum (1801).
- Select Orchideae (1816).
- Iridearum Genera (1827).
- Archaeology of Popular Phrases and Nursery Rhymes (1837).